# San Miguelito (Intibucá)
San Miguelito, ou San Miguel Guancapla, est une municipalité du Honduras, située dans le département de Intibucá. La municipalité comprend 5 villages et 61 hameaux. San Miguelito de Sierra est fondée en 1589.

## Source de la traduction
- (es) Cet article est partiellement ou en totalité issu de l’article de Wikipédia en espagnol intitulé « San Miguelito, Intibucá » (voir la liste des auteurs).